# نجیرم

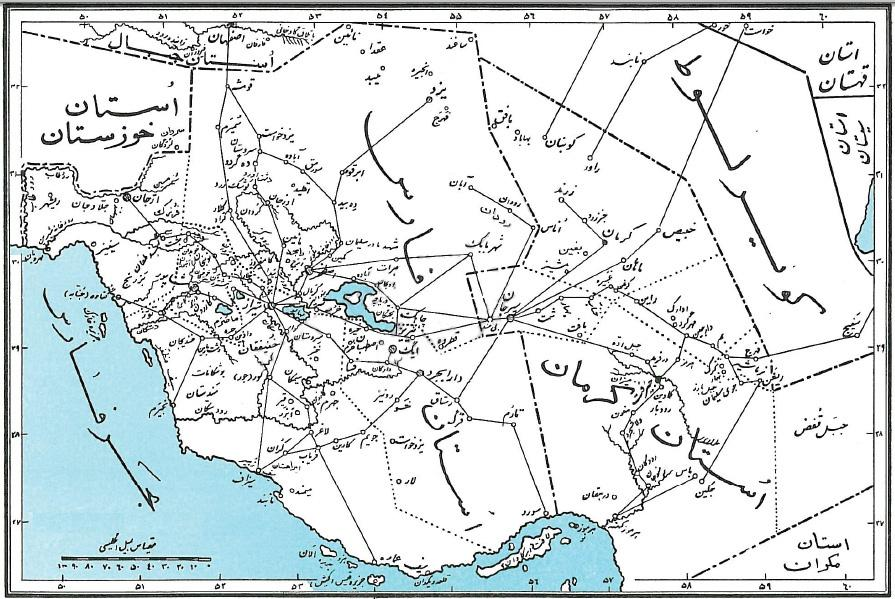
موقعیت نجیرم در سیف مظفر دهانه رود سکان (مند) در نقشه سرزمین فارس در عصر خلفای عباسی برگرفته از کتاب جغرافیای تاریخی سرزمین‌های خلافت شرقی

بندر نَجیرُم از مهمترین بنادر آباد باستانی سواحل شمالی خلیج فارس در محدوده استان بوشهر جنوب ایران بوده‌است.
عده‌ای از محققان نجیرم را در دهانه رود مند ناحیه مندستان منطقه دشتی در میانه استان بوشهر دانسته‌اند. و بعضی آنرا در حوالی روستای زیارت ساحلی می‌دانند.
ابن بلخی، لسترنج و نهچیری این بندر را در مصب رودخانه مند (رود سکان) و در ساحل شمالی خور زیارت می‌دانند. آثار باقی مانده حکایت از آبادانی آن می‌کند. مقدسی نجیرم را در کنار دریا و دارای دو مسجد که شبستان یکی از آنها در سنگ کنده شده با بازاری در خارج از آبادی می‌داند و فاصله آن را تا شیراز (شصت فرسنگ) نزدیک به فاصله امروزی مصب رود مند نقل می‌کند.
نهچیری، نجیرم را بندر ناحیه ماندستان و لسترنج آنرا غرب سیراف در دهانه رود سکان در اول سیف مظفر می‌داند.
در زمان تجارت جاده ابریشم این بندر نقش به سزایی در تجارت بین‌المللی داشته‌است.
بندر نَجیرُم بنا به تحقیقات و نظر باستان‌شناسی معروف انگلیسی و سرپرست چند فصل کاوش سیراف دیوید وایتهاوس نام بندری تاریخی در غرب بندر دیر و منطقه بتانه و بی‌بی‌خاتون است.
اورل اشتاین در کتاب بررسیهای تاریخی در شمال غربی هندوستان و جنوب ایران در سال ۱۹۳۷ از منطقهٔ بی‌بی‌خاتون دیدن و آن را جایگزین نجیرم عنوان می‌کند.
اصطخری معروف به الکرخی، جغرافی‌دان مسلمان (وفات: ۳۴۶ قمری) در کتاب مسالک‌الممالک خود که بر اساس کتاب صورالاقالیم اثر ابوزید بلخی است، در ذکر بنادر سواحل خلیج فارس پس از مهروبان و سینیز و جنابه، از نجیرم در کنارهٔ دریا یاد کرده و سیف را میان جنابه تا نجیرم ثبت کرده و سیراف را در شرق نجیرم معرفی می‌کند. او نجیرم را دارای منبر و جزء سیراف معرفی می‌کند.
رضا طاهری در کتاب از مروارید تا نفت می‌نویسد: «نجیرم به قول استخری و ابن حوقل در فاصله ۱۲ فرسنگی سیراف قرار داشته‌است؛ و براساس گفتهٔ ابن بلخی در ۶۵ فرسنگی شیراز.
در کتاب حدود العالم (۳۲۷ هجری) نوشته شده‌است که: «نجیرم شهری است بر کران دریا و جای بازرگانان است». ابن حوقل: «اشاره می‌کند که در میان توج و نجیرم، مصب رودی است که شهرهای ملجان و کمارج در طرف چپ آن قرار دارند؛ و نیز در طرف چپ نجیرم مصب رودی است که از دریاچهٔ سکان می‌آید و در طرف راست این رود شهرهای کهرجان و نابند واقع است… وی سیراف را دارای دو منبر به نام‌های نجیرم و جم معرفی می‌کند. ابن حوقل فاصلهٔ سیراف تا نجیرم را دوازده فرسخ ثبت کرده‌است و نجیرم را جزء نواحی گرمسیر معرفی می‌کند» یاقوت حموی نجیرم را بر بلندی کوه در مسیر بصره به سیراف توصیف کرده و فاصلهٔ نجیرم تا سیراف را پانزده فرسخ عنوان می‌کند. نجیرم مرکز مهم تجارت دریایی بود که بی‌بی‌خاتون و بتانه و در غرب بندر دیر جایگزین آن شده‌است. و دریانوردان آن از یک طرف تا سواحل جنوبی عربستان و سواحل شرقی آفریقا، و از طرف دیگر تا سواحل هندوستان، چین، جزایر اقیانوس آرام و حتی تا جزایر ژاپن ارتباط برقرار می‌کردند؛ و نقش واسطه راه آبی ابریشم را به غرب داشته‌است.
پاول‌شواتس آلمانی نجیرم را در حوالی بندر دیر می‌جوید؛ و برخی بندر نجیرم را مدفون شده در آبرفت‌های رود مند در کناره‌های زیارت می‌جویند. پس از زوال سیراف، ظاهراً باید سیاحان به این بندرگاه کوچک بیش‌تر رفت و آمد کرده باشند. مقدسی و یاقوت حموی توصیف مختصری از آن به دست می‌دهند.
مقدسی می‌نویسد: نجیرم کنار دریا واقع است. دو مسجد در آن‌جا هست، شبستان یکی از آن‌ها در سنگ کنده شده‌است. در کنار این مسجد که در آبادی است بازار قرار دارد. مردم آب مشرب خود را از چاه و آبگیری که با آب باران پر می‌شود برمی‌دارند. مقدسی نیز فاصلهٔ تا شیراز را شصت فرسنگ ذکر می‌کند.
یاقوت حموی می‌گوید: نجیرم شهری است بر کران دریا و جای بازرگانان است هنگامی که از بصره بیایید نجیرم یکی از آبادی‌های کوچک و معروف سیراف است و بر بالای کوهی در ساحل دریا قرارگرفته. چند بار آن را دیده‌ام، بزرگ نیست. در آن‌جا ویرانه‌های مختصری هست و این نشانهٔ آن است که در گذشته بزرگ‌تر بوده‌است. ابن بلخی می‌گوید: نجیرم و حورشی (خورشی)، نجیرم شهرکی است و حورشی دهی و جمله از اعمال سیراف است و گرمسیر عظیم است. ابن حقول نیز در کتاب صورة الارض، بندر نَجیرم را از نواحی گرمسیرات فارس و یکی از منبرهای سیراف می‌داند. ادریسی در ذکر شهر سیراف می‌آورد: و دارای دو شاه‌نشین بوده یکی از آن دو شهر نجیرم است که بر کنار ساحل دریاست؛ و یاقوت از حورشی یا خورسیف نیز می‌نویسد: خورالسیف شهرکی است نزدیک سیراف که کشتی‌ها داخل آن می‌شوند چنان‌که وصف کردیم و آن از سرزمین فارس است.
رضا طاهری اعتقاد دارد نجیرم را در نزدیکی بردستان امروزی و بندر دیر می‌توان جست و بندرهای بتانه تا بردخون تا مرز تنگستان را زیر مجموعه‌ای از ماندستان باید دانست. نجیرم زیرمجموعه سیراف بوده و از نظر جغرافیایی نیز در محدوده اردشیر خره قرار گرفته‌است نه ماندستان و البته مسیر رود مند نیز تغییراتی داشته‌است. بنابرین نجیرم باید در نزدیکی بندر دیر و بردستان باشد نه خارج از محدودهٔ شهرستان دیر و خورسیف یا خورشیف در محدوده شهر امروزی کنگان.
احتمالاً با توجه به اینکه نجیرم در خورسیف مفظر واقع بوده‌است و خورسیف یا خورشیف یا حورشی، دهی بوده‌است در مسیر سیراف به نجیرم (دیر و بردستان) و در نزدیکی خور بردستان و بین خور شمال بندر کنگان و بَنَک، به این منطقه خورِ سیف مظفر گفته می‌شده‌است. پاول شواتس در بررسی خورشیف می‌نویسد: این سوی سیراف، خورسیف قرار داشت که احتمالاً همان خورشید است. نجیرم در زمان افول سیراف رونق بیشتری یافت اما این رونق تا سالیان دراز پایدار نبود و نجیرم که بارانداز و بندر کمکی در کنار سیراف بود و بازارچه و کاروانسرا داشت، با تغییر بندر اول ایران از سیراف به کیش و سپس هرمز به بوتهٔ فراموشی سپرده شد. به نظر می‌رسد جایگزین نجیرم در قرن‌های ششم و هفتم هجری، خورسیف یا خورشیف شده‌است. رونق نجیرم در زمان سیراف و آداب فرهنگی و وضعیت اجتماعی آن را می‌توان به عنوان گوشه‌ای از تمدن سیراف بررسی کرد و رونق خورشیف را در بازهٔ تاریخی عصر مغول و ایلخانانان؛ و در دورهٔ صفوی کنگان جایگزین خورشیف شد.»